# Maarten Nijland

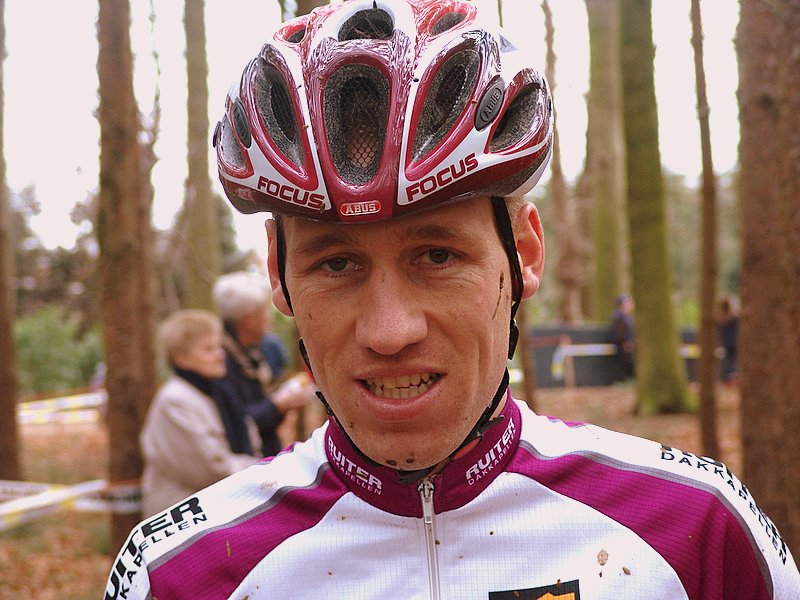
Maarten Nijland (2003)

Maarten Nijland (* 22. März 1976 in Gouderak) ist ein ehemaliger niederländischer Cyclocross- und Straßenradrennfahrer.
Maarten Nijland wurde 1995 niederländischer Junioren-Meister im Cyclocross. Vier Jahre später wurde er Crossmeister der U23-Klasse. Im Jahr 2000 gewann er die Nacht van Woerden, die er auch 2002 und 2006 für sich entscheiden konnte. In der Cyclocross-Saison 2007/2008 wurde er Erster bei der National Trophy Series im Mallory Park in Leicestershire. Außerdem gewann er weitere kleinere Crossrennen. Unter anderem war er in Herford zwischen 1997 und 2006 sechsmal erfolgreich.
Auf der Straße wurde Nijland 1994 Gesamterster bei dem Juniorenrennen Liège-La Gleize. In der Saison 2002 gewann er die beiden Eintagesrennen Omloop van de Hoekse Waard und Hart van Brabant Trofee. 2005 fuhr er für die Mannschaft Eurogifts.com und 2006 für Procomm-Van Hemert. 2007 beendete er seine sportliche Laufbahn.

## Erfolge – Cross
1994/1995
- Niederländischer Crossmeister (Junioren)

1998/1999
- Niederländischer Crossmeister (U23)

1999/2000
- Nacht van Woerden, Woerden

2001/2002
- Nacht van Woerden, Woerden

2005/2006
- Nacht van Woerden, Woerden

2007/2008
- National Trophy Series 3, Mallory Park, Leicestershire

## Teams
- 1999 Batavus-Bankgiroloterij

- 2005 Eurogifts.com
- 2006 Procomm-Van Hemert